# Venezolanos
Los venezolanos son aquellos ciudadanos provenientes de Venezuela, país ubicado en la parte septentrional de América del Sur, y cuya capital y ciudad más poblada es Caracas. Con una población que ronda los 32 millones de habitantes, Venezuela se consolida como el quinto país más poblado del subcontinente sudamericano, de los cuales la mayoría profesa el cristianismo (siendo en su mayoría de fe católica) y tienen al castellano como lengua materna.

## Aspectos históricos

### Período precolombino
La época precolombina, es una etapa histórica donde varios grupos migratorios comienzan a trasladarse al actual continente americano, momento en el que la escritura aún no era utilizada, siendo entonces difícil encontrar evidencias de las personas que comenzaron a poblar estas tierras. Sin embargo, son las excavaciones arqueológicas las que permiten establecer ciertas evidencias de períodos que fueron llevándose a cabo en el continente.
En el caso de Venezuela, probablemente el hombre apareció por primera vez hace 16 000 años, esto debido a las corrientes migratorias de otras culturas originarias de América, desde el sur por el Amazonas, desde el oeste a través de Los Andes y el norte por el mar Caribe.
Existen cuatro períodos de diversidad que se desarrollan en la actual Venezuela, donde además la introducción de un nuevo período, no significaba la finalización del anterior.
Las primeras migraciones al continente eran probablemente provenientes de Asia oriental 15 000 años a. C. Estos primeros migrantes (llamados sucesivamente con el nombre genérico «indios») llegaron en un primer momento a ubicarse en el Norte de América, trasladándose posteriormente al territorio de la actual Venezuela. Ya por su ascendencia, era evidente verificar las facciones asiáticas en sus rostros que irán adaptándose de acuerdo al clima y al ritmo de vida.
En este período, diversos mamíferos fueron desapareciendo por cambios climáticos que ya se comenzaban a llevar a cabo desde 5000 años atrás, así que la población ubicada en el territorio peninsular, comienza a trasladarse hacia la costa y extenderse hacia algunas islas cercanas, intentando buscar nuevas alternativas de alimentación.

### Colonización
El 2 de agosto de 1498 (527 años), Cristóbal Colón y los colonizadores españoles acompañantes de la embarcación, tocan por primera vez tierra firme continental y lo hacen en el actual territorio venezolano. Con el rápido proceso de colonización a pesar de pequeñas rebeliones indígenas locales, los españoles logran conquistar el territorio, iniciando durante este período el más significativo proceso de mestizaje que definirá más adelante el perfil social del país.
Con el paso del tiempo, y la introducción de africanos al continente, una tercera raza (la de los negros) comienza a integrarse en la población, creando heterogeneidad en los rostros de la sociedad de la época.
La sociedad comenzó entonces a conformarse por la raza de los «blancos peninsulares», provenientes directamente de la península ibérica y que eran quienes ejercían cargos de la corona, representando solo un 15 % de la población. Otro grupo de blancos eran los nacidos en Venezuela llamados «criollos», representando más del 20 % de la población, y los «blancos de orilla» provenientes de las Islas Canarias y dedicados a actividades comerciales menores. Los «pardos» eran descendientes del mestizaje entre blanco, indio y negro, y era el grupo racial y social más numeroso, siendo más del 60 % de la población, y haciendo que los otros dos grupos más reducidos fueran los habitantes autóctonos indígenas y los negros traídos de África, que ocupaban cerca del 5 % de la población.
Este proceso es el responsable de que actualmente la mayoría de los venezolanos sea de raza mestiza (o mixta).

### Diáspora venezolana
La diáspora venezolana alrededor del mundo ha experimentado un fenómeno los últimos años incrementando sus cifras rápidamente en diversas naciones. Luego de la muerte de Hugo Chávez, y con el Gobierno entrante de Nicolás Maduro (del mismo partido de Hugo Chávez), el país entró en lo que es considerada la peor crisis económica, social, política, humanitaria de toda su historia. En vista de ello, las cifras de migración alcanzaron niveles muy altos, y los venezolanos emigran cada vez más en busca de estabilidad económica y mejor calidad de vida.

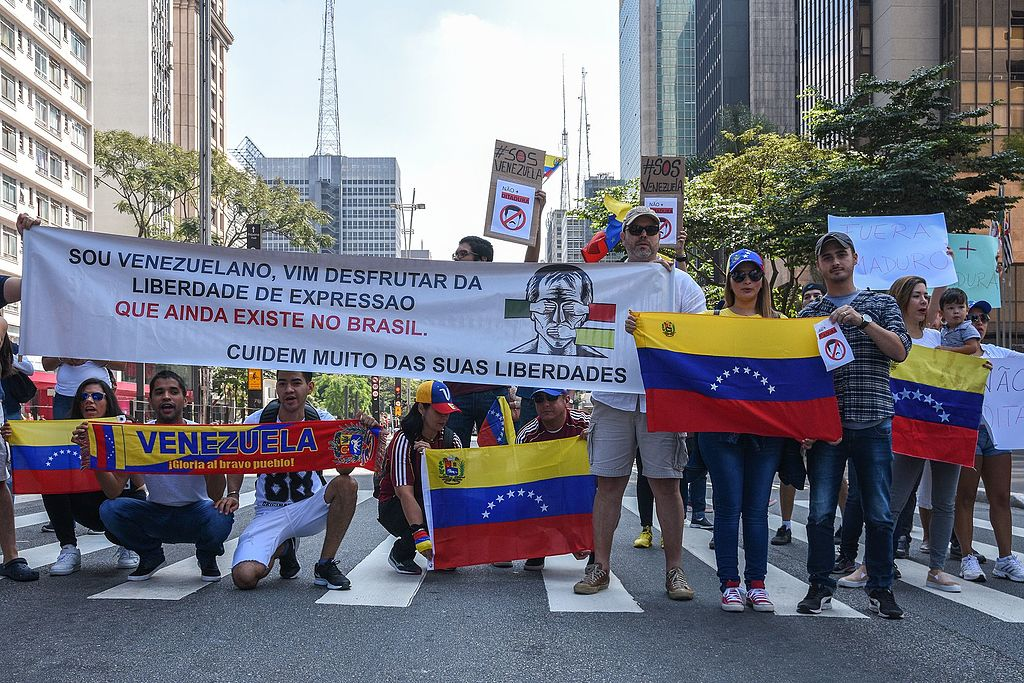
Venezolanos en una protesta contra la revolución bolivariana en São Paulo, Brasil.

Muchos venezolanos con rumbo hacia Perú lo hacen con intención de trasladarse hacia el sur de ese país, para poder de allí seguir camino, siendo su destino final el Cono Sur (Chile, Argentina y Uruguay), región que también ha visto un considerable aumento en la inmigración venezolana. Durante los años 2014 a 2016, la migración venezolana a Chile aumentó de forma explosiva, pasando de 2,275 en 2014 a 7,395 en 2015, según cifras del Departamento de Extranjería y Migración entre el año 2011 y 2015 se solicitaron 15 054 visas y 3,464 permanencias definitivas en el mismo periodo para ciudadanos venezolanos; atraídos por la estabilidad económica de Chile, el bajo desempleo, el idioma y la facilidad para obtener el estatus legal ha motivado a muchos venezolanos a migrar a Chile, esto sobre todo por la crisis económica que enfrenta Venezuela.
Solo en 2016, la diáspora venezolana en Brasil pasó de 10 000 a 70 000, motivado por aquellos que huyen de la crisis económica y se radican en Roraima, estado brasileño fronterizo con Venezuela. Igualmente, el flujo hacia Colombia ha aumentado considerablemente, e incluso hacia las Antillas Neerlandesas como Aruba y Curazao; en esta última llegando flujo migratorio incluso como balseros. Los principales receptores de emigrantes venezolanos en torno a la situación del país son Estados Unidos, Canadá, Colombia, Chile, España, Portugal, Francia, Irlanda, Panamá, Ecuador, Uruguay, Argentina y Perú.
En 2016, más de 23 000 venezolanos acreditaron al Departamento de Extranjería de la Policía de Investigaciones (PDI) de Chile la residencia y trabajo que realizan en la nación, cifra de la cual habían 3047 ingenieros, 1565 estudiantes y 722 contadores. Según datos recopilados, hay 11 000 venezolanos en Santiago de Chile, lo que representa 30 % de la comunidad de inmigrantes.
La emigración reciente que ha salido desde Venezuela es de casi el 80 % durante el 2016 y 2017. Los venezolanos en el exterior en el mundo pasó de menos de medio millón en el 2005 a más de dos millones y medio en el 2018. La población venezolana en el exterior en América del Sur se incrementó en el 2015 de 88 975 a 885 891 en el 2017. En el Caribe se duplicó la población venezolana del 2015 al 2017. Los inmigrantes venezolanos en Latinoamérica se incrementó en 900 %, de 89 000 a 900 000 personas entre 2015 y 2017, siendo los dos principales países destinatarios Colombia y Perú. Al menos 80 venezolanos desaparecieron o naufragaron en 2019 después de embarcar en costas venezolanas hacia el mar Caribe.
Las organizaciones internacionales que colaboran con las medidas paliativas han comenzado a operar principalmente en los países sudamericanos. Los datos oficiales de ACNUR y la Organización Internacional para las Migraciones (OIM) calculan más de cinco millones y se espera que en mayo de 2024 podría superar la cifra de los 10 millones si no se llega a un acuerdo. La ONG Fundaredes presentó en su informe anual 2023 que la violencia ha crecido y denunció un balance que entre los años 2019 y 2022 ocurrieron en seis estados fronterizos 4396 homicidios, 60 desapariciones o secuestros y 81 enfrentamientos con funcionarios policiales. Niño venezolano cruzó el Darien en busca de un nuevo corazón.

## Aspectos étnicos

### Grupos étnicos actuales

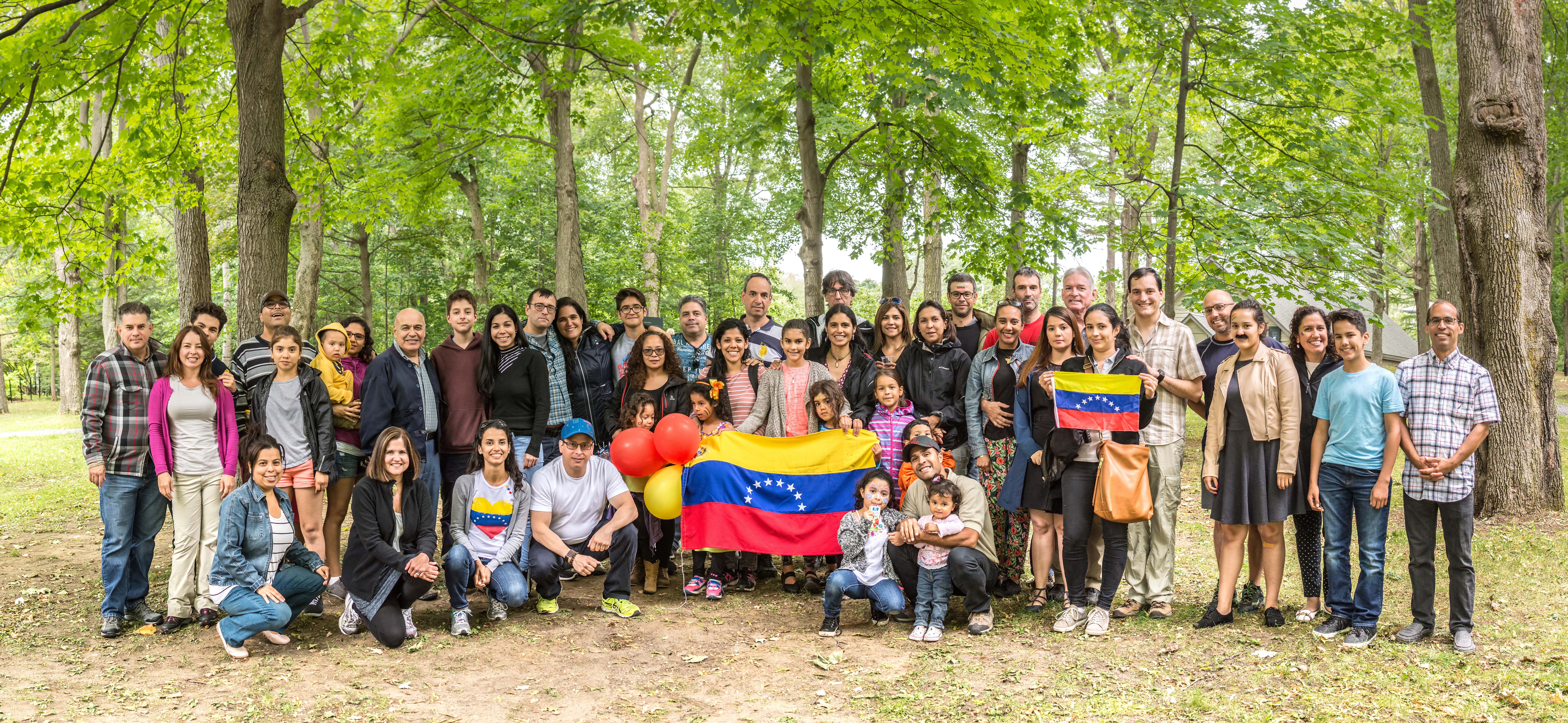
Venezolanos en Quebec, Canadá.

Los censos de autorreconocimiento arrojan que, cerca del 49,9 % de la población se reconoce morena (birracial o trirracial), o de ascendencia mixta. Los que se autodenominan blancos corresponden al 46,6 %. Otro 3,5 % se autodenomina negro o afrodescendiente, mientras que el 2,7 % se declara de ascendencia amerindia; el resto (1,1 %) de otras razas, principalmente asiáticos. Estas cifras fueron arrojadas durante el censo de población realizado en el año 2011. Estas cifras son obtenidas por censos de autorreconocimiento, por lo cual sus datos no son precisos ni certeros, sino que sirven para aportar la imagen que tienen de sí mismos los locales.
El país tiene una población diversa que refleja su rica historia y los pueblos que han poblado el país desde la antigüedad hasta el presente. La amalgama histórica de los diferentes grupos principales forma las bases de la demografía actual de Venezuela: los inmigrantes europeos, los pueblos amerindios, africanos, asiáticos, del Medio Oriente y otros inmigrantes recientes.
Muchos de los pueblos indígenas fueron absorbidos por la población mestiza, pero los 500 000 restantes actualmente representan más de 85 culturas distintas. Los inmigrantes europeos fueron principalmente los colonizadores españoles, pero otro y número de europeos (portugueses, italianos, alemanes), emigraron a la región a mediados del siglo xx por el crecimiento petrolero en el país; y en menor medida franceses, ingleses y polacos emigraron durante la Segunda Guerra Mundial y la Guerra Fría.
Los negros africanos fueron traídos como esclavos, sobre todo a las tierras bajas costeras, comenzando temprano en el siglo xvi, y continuando en el siglo xix. Otras poblaciones de inmigrantes son asiáticos y del Oriente Medio, particularmente libaneses, sirios, algunos judíos provenientes del sur de España, Israel así como de Europa Central, chinos, dominicanos, haitianos, cubanos, peruanos, argentinos, uruguayos, chilenos, ecuatorianos y colombianos, siendo esta última la de mayor impacto social debido a un gran número de individuos desplazados que ingresó al territorio venezolano producto del conflicto armado que vive esa nación durante los años 90; lo que generó una alta oferta de personal obrero, domésticas y economía informal.
Finalmente los amerindios indígenas comprenden entre un 2,7 %, a un 4,0 % de la población, según instrumentos de autorreconocimiento.

### Características étnico-somáticas

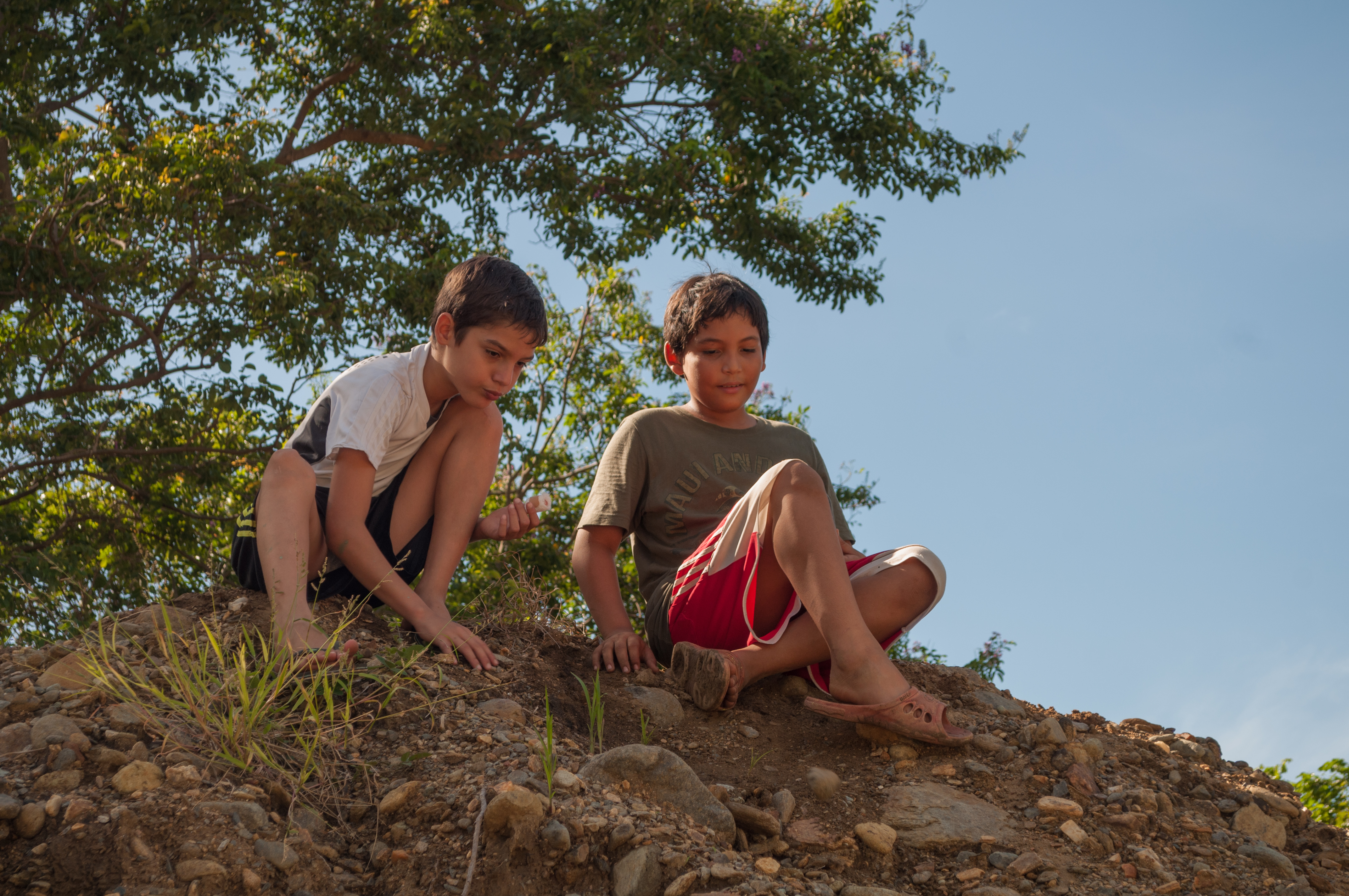
Niños nativos de la Isla de Margarita, estado Nueva Esparta.

Actualmente, según el crítico D'Ambrosio y otros estudiosos, aproximadamente el 65 % de los venezolanos son sangremixtos llamados "criollos" —el 40 % con rasgos mayoritariamente blancos, el 15 % con rasgos mayoritariamente negros y el 10 % con rasgos mayoritariamente indígenas—, el 25 % son blancos, el 8 % son negros y el 2 % indígenas.
Cabe destacar que los más oscuros de piel, llamados negros, que se encuentran especialmente en áreas costeras como en la Barlovento y Farriar, son en realidad mulatos "oscuros". Además en el interior del país, a más de 100 km lejos de la costa, la presencia de personas negras o mulatas es muy poca.
Por otro lado, la existencia de venezolanos blancos con ojos azules y cabellos rubios es baja en referencia a otras tonalidades de color de ojos: generalmente se encuentran en descendientes de la inmigración europea de los años de Pérez Jiménez o incluso desde la época colonial. No obstante hay ciertas localidades en el país donde se encuentran un buen número de ellos como lo son la Colonia Tovar en el Estado Aragua, El Jarillo en el Estado Miranda, y la Colonia Agrícola de Turén en el Estado Portuguesa; así como en algunos asentamientos notables en los estados Carabobo, Lara, Mérida y Zulia.
D'Ambrosio registró a finales del siglo XX estos datos, en estatura/peso/aspectos secundarios:

Estatura

La mayoría de los venezolanos tenía estatura mediana: los hombres alrededor de 170 cm y las mujeres entre 160 y 165 cm. Los pocos (probablemente menos del 5 % del total) con más de 180 cm eran hombres blancos y negros. Los indios, especialmente en el Territorio Amazonas, medían cerca de 160 cm (las mujeres indias no llegaban a 150 cm en muchos casos). En ninguna zona de Venezuela había fenómenos de nanismo.

Peso

El peso de los venezolanos tendía a ser excesivo entre los blancos (donde el 20 % acusaba problemas de obesidad, especialmente en las grandes ciudades), pero era escaso entre los indios. No había problemas de malnutrición en ningún estado de Venezuela.

Aspectos secundarios

Los hombres de las etnias indígenas no tenían «barba», mientras que la mayoría de los blancos (especialmente de tipo mediterráneo) la tenía muy desarrollada. La calvicie no era común. El tipo «dolicocéfalo» de cráneo era muy reducido en porcentaje, mientras que era abundante el tipo «braquicéfalo». Aproximadamente el 20 % de los venezolanos llevaba anteojos para la vista. Los ojos claros eran muy escasos (menos del 1 %), mientras que el 75 % tenía ojos de color negro o marrón oscuro. Los venezolanos con cabellos lisos y/o ondulados eran la mayoría, aunque había un 15 % que tenía cabellos completamente crespos de tipo negroide. El color negro del cabello era el predominante. La población anciana (aunque en crecimiento) era escasa, siendo la curva demográfica de Venezuela caracterizada por mucha juventud. Casi todos los ancianos con cabellos blancos (alrededor del 90 %) eran blancos y criollos con rasgos mayoritariamente blancos. Eran muy escasos los indios y negros con más de 75 años.

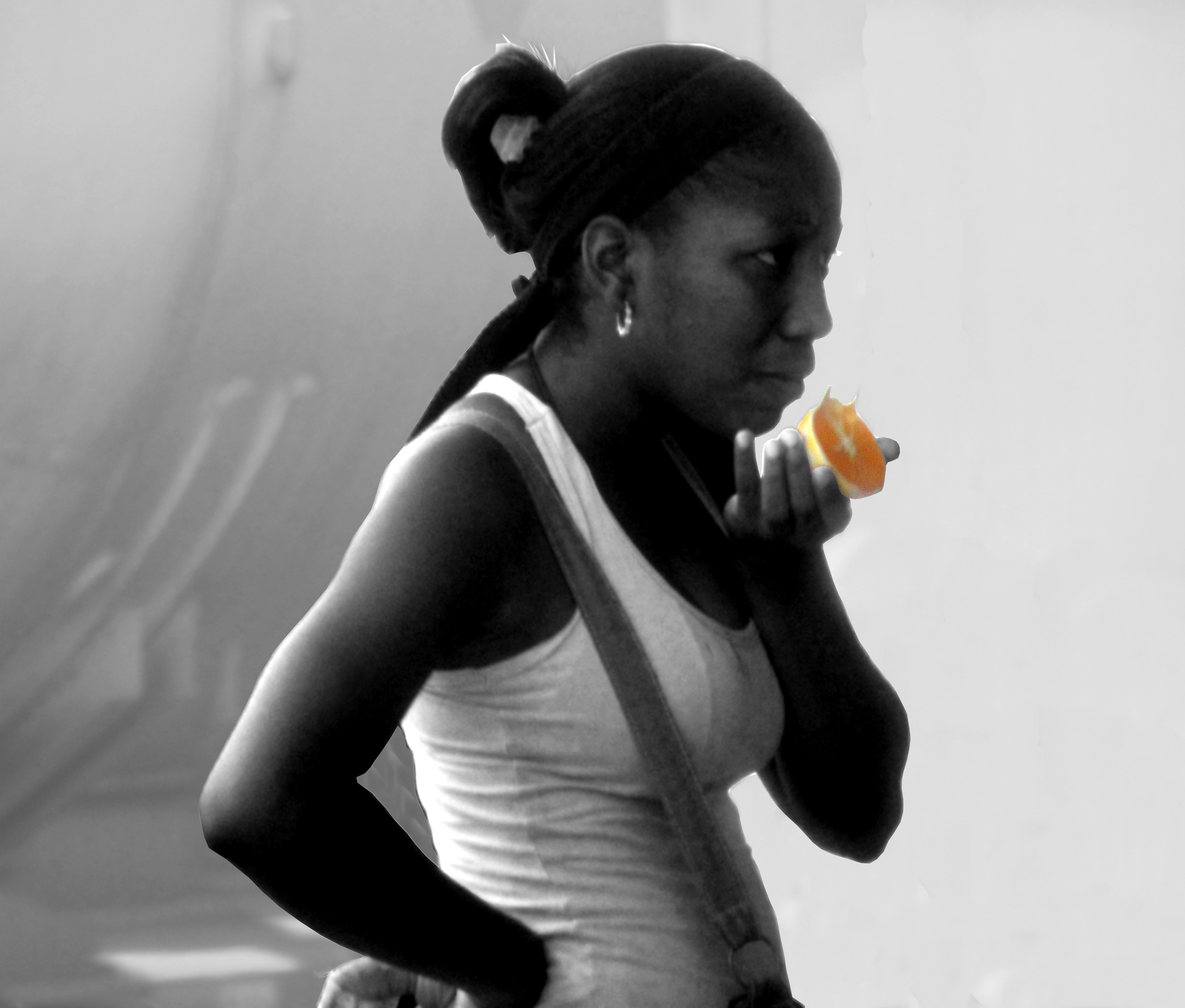
Negra barloventeña con cabellos no crespos, que denotan su parcial mestizaje.

El área metropolitana de Caracas en 1980 estaba poblada principalmente por blancos —de tipo mediterráneo: españoles, italianos, portugueses, etc.— y por "criollos" con rasgos mayoritariamente blancos. Estos dos grupos eran el 67 % del total caraqueño, que entonces era de unos 3 millones de habitantes, o sea unos dos millones. Pero Caracas registraba una numerosa minoría negra y criolla con rasgos mayoritariamente negros o indios —el 33 % del total, o sea un millón—. La componente india era casi nula. 
La Dirección de Extranjería de Caracas calculaba en 1.105.800 los extranjeros legalmente residenciados en Venezuela en 1976: de estos casi 850.000 eran de origen europeo, que se concentraban, por el 75 %, en el área metropolitana de Caracas. O sea que, según el estudio de D'Ambrosio, más de 600.000 europeos vivían en Caracas, donde eran mayoría en urbanizaciones del este de la ciudad como Florida, Altamira, Los Palos Grandes, Prados del Este y Las Mercedes. Estas urbanizaciones, en la llamada «Venezuela Saudita» de esos años, eran frecuentemente citadas como áreas de nivel europeo-norteamericano, como riqueza pero también como tipo de habitantes.

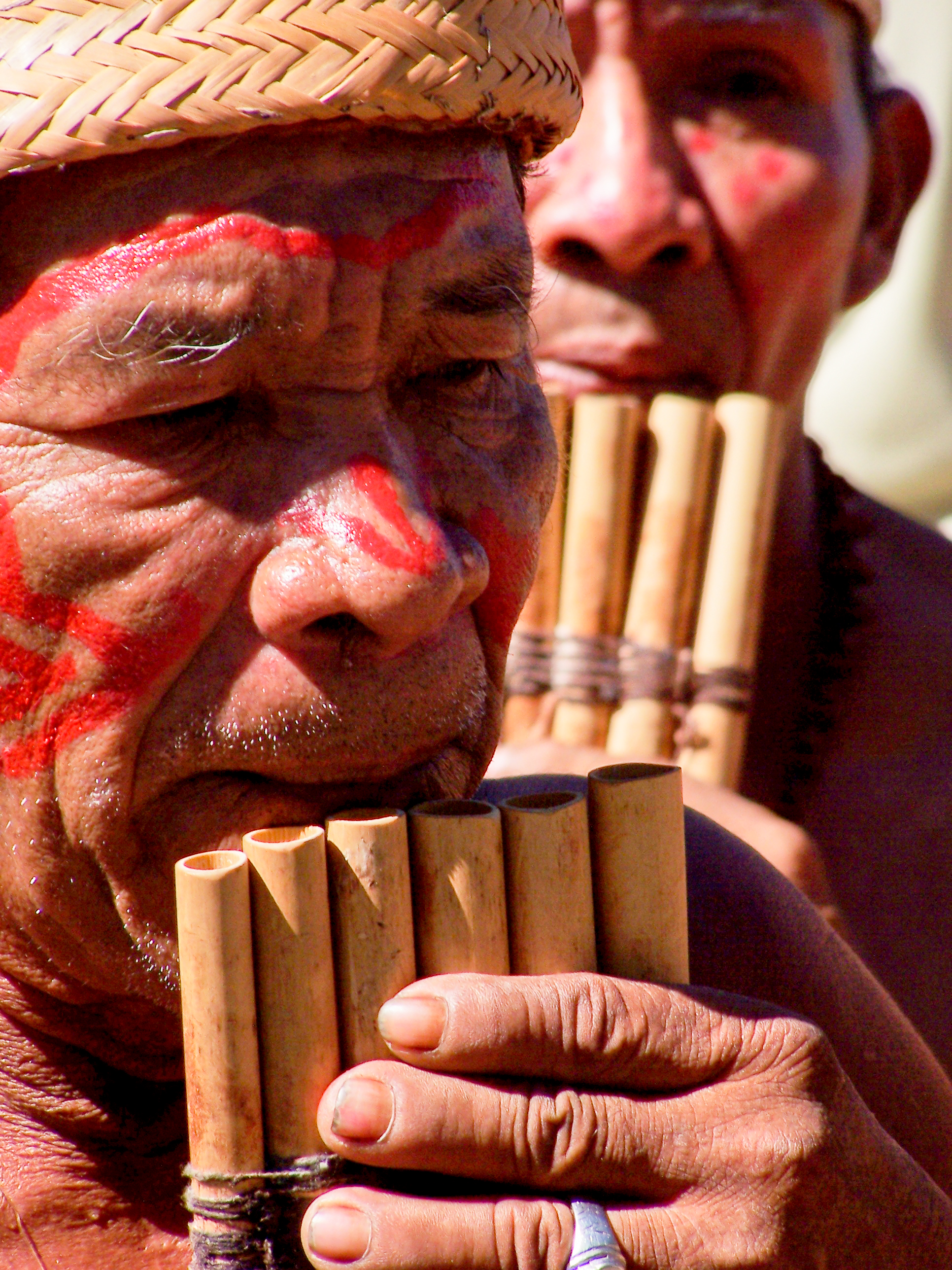
Jefe chamán de una tribu indígena autóctona del Amazonas venezolano.